# VK Tioumen (volley-ball masculin)
Le Voleibolny Klub Tioumen (en russe : Тюмень (волейбольный клуб)) ou VK Tioumen est un club russe de volley-ball fondé en 2009 et basé à Tioumen et qui évolue au plus haut niveau national (Superliga masculine). 

## Palmarès
Néant.

## Effectif de la saison 2013-2014
| No                         | Nom                        | Date de naissance          | Taille                       | Poids                        | Poste                        |
| -------------------------- | -------------------------- | -------------------------- | ---------------------------- | ---------------------------- | ---------------------------- |
| 2                          | Sergueï Gorbatchev         | 10 mars 1982               | 196                          | 80                           | Passeur                      |
| 3                          | Dmitri Doubovskoï          | 21 février 1987            | 194                          |                              | Réceptionneur-attaquant      |
| 4                          | Sergueï Khorochev          | 30 mai 1982                | 204                          | 102                          | Central                      |
| 5                          | Nikolaï Ouchikov           | 13 avril 1986              | 207                          | 100                          | Attaquant                    |
| 6                          | Maksim Chpilev             | 28 novembre 1986           | 200                          |                              | Réceptionneur-attaquant      |
| 8                          | Konstantin Lesik           | 10 juillet 1987            | 197                          | 90                           | Passeur                      |
| 9                          | Aleksandr Samokhine        | 25 mai 1983                | 176                          |                              | Libero                       |
| 10                         | Iouri Zinko                | 10 octobre 1985            | 196                          | 90                           | Attaquant                    |
| 11                         | Oleg Krikoune              | 20 avril 1991              | 203                          | 90                           | Central                      |
| 13                         | Vassili Nosenko            | 13 avril 1987              | 200                          |                              | Attaquant                    |
| 14                         | Andreï Iegortchev          | 8 février 1978             | 206                          | 113                          | Central                      |
| 16                         | Idi                        | 19 décembre 1978           | 194                          | 91                           | Réceptionneur-attaquant      |
| 17                         | Ievgueni Andreïev          | 6 janvier 1995             | 180                          | 72                           | Libero                       |
|                            |                            |                            |                              |                              |                              |
| Encadrement technique      | Encadrement technique      |                            | Légende                      | Légende                      | Légende                      |
| Entraîneur :               | Entraîneur :               | Entraîneur :               | : Capitaine                  | : Capitaine                  | : Capitaine                  |
| Entraîneur(s) adjoint(s) : | Entraîneur(s) adjoint(s) : | Entraîneur(s) adjoint(s) : | : Joueur blessé actuellement | : Joueur blessé actuellement | : Joueur blessé actuellement |

| Équipe type : VK Tioumen                                                                                         |
| \| Gorbatchev · # 2 Chpilev · # 6 Iegortchev · # 14 Ouchikov · # 5 Idi · # 16 Khorochev · # 4 Samokhine · # 9 \| |
| Gorbatchev · # 2 Chpilev · # 6 Iegortchev · # 14 Ouchikov · # 5 Idi · # 16 Khorochev · # 4 Samokhine · # 9       |

| Gorbatchev · # 2 Chpilev · # 6 Iegortchev · # 14 Ouchikov · # 5 Idi · # 16 Khorochev · # 4 Samokhine · # 9 |